# Union Mills
Union Mills egy falu a Man-szigeten, Braddan kerületben, a Douglast és Peelt összekötő főútvonalon.

## Elhelyezkedése
Union ills falu a Snaefell hegyi verseny második és harmadik mérföldköve között az A1 út mellett fekszik. Ezt az útszakaszt 1911 óta használják a Man-szigeti TT lebonyolításához.

## Története
Az első írásos emléke 1511-ből Mullin Doway (Malom a fekete gázlónál) formában maradt fenn az első írásos említése. 1807-ben az akkori gabonamalom mellé William Kely egy másik, ruhaanyag készítésére alkalmas malmot épített.